# Abu al-Rabi' Sulayman
Abū al-Rabīʿ Sulaymān (in arabo أبو الربيع سليمان‎?; marzo 1289 – tra il 2 e il 30 novembre 1310) è stato un sultano berbero merinide che regnò sul Maghreb al-Aqsa (Marocco) dal 28 luglio 1308 fino alla sua morte; nipote di Abu Ya'qub Yusuf al-Nasr, succedette al fratello Abu Thabit 'Amir e gli succedette il prozio Abu Sa'id Uthman II.

## Storia
Abū al-Rabīʿ Sulaymān succedette al fratello Abu Thabit 'Amir come sultano merinide nel luglio 1308. Abū Thābit era morto di malattia a Tétouan, mentre dirigeva l'assedio di Ceuta, allora governata da ʿUthmān ibn Idrīs, un ribelle sostenuto dal sultano nasride del Sultanato di Granada, Muhammad III. Si presume che degli ambasciatori di Abū al-Rabīʿ parteciparono ai colloqui di Alcalá de Henares verso la fine 1309, tra Ferdinando IV di Castiglia e Giacomo II d'Aragona contro il sultano nasride Muhammad III. Dopo che Muhammad III venne deposto da suo fratello Naṣr nel marzo 1309, i Nasridi si affrettarono a ricucire i rapporti con i Merinidi, smettendo di sostenere il ribelle ʿUthmān ibn Idrīs, anzi aiutarono attivamente Abū al-Rabīʿ nel recupero di Ceuta nel luglio 1309.

Abū al-Rabīʿ Sulaymān inviò una flotta merinide per costringere i Castigliani a porre fine all'assedio di Algeciras, nel gennaio 1310, e inviò truppe sufficienti per aiutare i Granadini a respingere un attacco aragonese nei pressi di Almería.

Per confermare l'alleanza venne contratto un matrimonio tra Abū al-Rabīʿ e una nobile nasride. Il sultano Naṣr di Granada cedette le città di Algeciras e Ronda ai Merinidi come dote.

Esattamente come suo fratello prima di lui, Abū al-Rabīʿ Sulaymān si ammalò e morì nel novembre del 1310, subito dopo aver sedato una rivolta a Taza capeggiata da Gonzalve, il capo dei mercenari castigliani (Farfanes) al servizio della dinastia merinide. Senza figli, gli succedette al trono uno zio, Abu Sa'id Uthman II.